# Orthodontiaceae
Orthodontiaceae, porodica pravih mahovina, tradicionalno pripadala redu Rhizogoniales., danas smještena u novi vlastiti red Orthodontiales.
Na popisu su 4 roda.

## Rodovi
1. Hymenodon Hook.f. & Wilson
2. Leptotheca Schwägr.
3. Orthodontium Wilson
4. Orthodontopsis Ignatov & B. C. Tan